# Demjanitsa
Demjanitsa (bulgariska: Демяница) är ett vattendrag i Bulgarien.   Det ligger i regionen Blagoevgrad, i den sydvästra delen av landet, 100 km söder om huvudstaden Sofia.
I omgivningarna runt Demjanitsa växer i huvudsak blandskog. Runt Demjanitsa är det ganska glesbefolkat, med 30 invånare per kvadratkilometer.